# Liste des gouverneurs de l'Île Royale
Cet article présente la liste des gouverneurs de l'Île-Royale sous administration française au XVIIIe siècle.

## Liste
| Nom                                              | Début de mandat | Fin du mandat |
| ------------------------------------------------ | --------------- | ------------- |
| Philippe de Pastour de Costebelle                | 1714            | 1717          |
| Joseph de Monbeton de Brouillan, dit Saint-Ovide | 1717            | 1739          |
| Isaac-Louis de Forant                            | 1739            | 1740          |
| Jean-Baptiste Prévost du Quesnel                 | 1740            | 1744          |
| Louis Dupont du Chambon                          | 1745            | 1745          |
| Antoine Le Moyne de Châteauguay                  | 1745            | 1747          |
| Charles des Herbiers de La Ralière               | 1748            | 1751          |
| Jean-Louis de Raymond                            | 1751            | 1753          |
| Augustin de Drucourt                             | 1754            | 1758          |

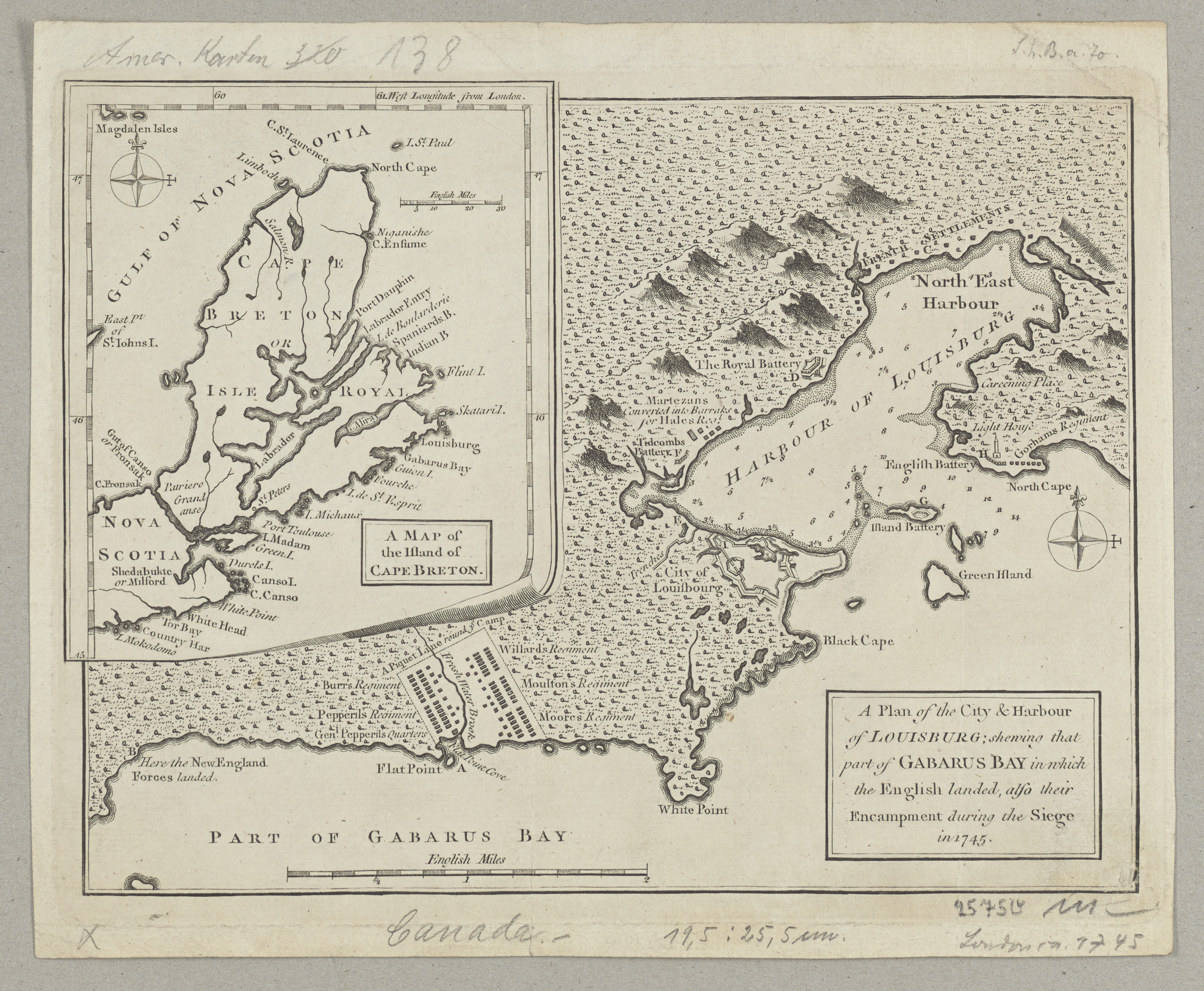
Carte anglaise de l’Île Royale et de Louisbourg vers 1745-1750.

Le mandat des gouverneurs français sur l’Île Royale débute en 1713 avec le traité d’Utrecht, qui met fin à la guerre de Succession d’Espagne et prend fin avec la prise de Louisbourg le 26 juillet 1758 durant la guerre de la Conquête par les forces d’Edward Boscawen et de Jeffery Amherst. Les gouverneurs siégeaient dans le port-forteresse de Louisbourg et dépendaient du ministre de la Marine. Le traité de Paris, en 1763, acta l’abandon définitif de la souveraineté française sur l’Île Royale au profit de l’Angleterre. L’île fut alors rattachée à la Nouvelle-Écosse. 